# Универзитет Ким Илсунг
Универзитет Ким Ил Сунг, основан 1. октобра 1946. године, први је универзитет изграђен у Северној Кореји. Налази се на кампусу од 15 хектара у Пјонгјангу, главном граду земље. Заједно са главним академским зградама, кампус садржи 10 одвојених канцеларија, 50 лабораторија, библиотека, музеја, штампарију, Р&Д центар, спаваонице и болницу. Постоји велика компјутерска лабораторија, али има само ограничен приступ интернету. Универзитет је по Ким Ил Сунгу, оснивачу и првом вођи Северне Кореје. Курсеви у одељењу друштвених наука и катедри за природне науке трају пет година.
Дана 25. маја 1946. године припремни одбор састављен је од универзитета оснивача. У јулу 1946, привремени Народни комитет Северне Кореје одлучио је да оснује Универзитет (правилник бр. 40). Ким Ил Сунг је 1. октобра 1946. године прогласио оснивање.
Године 1948. четири универзитетска факултета (Факултет за инжењерство, саобраћајно инжењерство, Пољопривредни факултет, Медицински факултет) су одвојени од Универзитета Ким Ил Сунг, да би формирали порекло Пјонгјанског технолошког универзитета (тренутно индустријски универзитет Ким Чек), Саривон Медицински факултет Универзитета и Пионгјанг.
Након Корејског рата, Универзитет Ким Ил Сунг постао је познат као легло интелектуалног неслагања. Академици су подржавали више интелектуалних слобода од Ким лојалиста, а неповољне фракције у Радничкој партији Кореје биле су превише заступљене у универзитетском особљу. Након револуција 1956. године у Мађарској и Пољској, студенти севернокорејске размене су брзо враћени из погођених земаља. Ученици су почели да постављају "неправилна" питања у кампусу, изазивајући узбуну.  Након тога, избачено је до стотину студената и неколико истакнутих чланова особља. Прочишћавање универзитета дало је додатни подстицај чисткама против функционалиста широм земље. 
До краја седамдесетих година више од 50.000 студената дипломирало је годишње на универзитету. Поред тога, универзитет је био важна предност за Корејску народну армију да обучава своје особље. Од 1970-их година, курсеви енглеског језика су предавани на универзитету.
До 2004. године, Пак Кван-о, ауторитет за нуклеарну физику и садашњи председник Народног одбора Пјонгјанга (де фако градоначелник), служио је као председник 17 година. Од 2009. године, председник постаје Сонг Ја Рееб. Садашњи председник од 2014. године је Тхае Хионг Цхол.
Према корејској централној телевизији, студенти из Северне Кореје могу да похађају часове и преузимају предавања са Универзитета Ким Ил-Сунг преко јавне Мирее мреже, почевши од 2018.

## Предмети

### Друштвене науке
- Историја
- Филозофија
- Влада и економија
- Закон
- Политика
- Међународни односи
- Корејски језик
- Страни језици
- Ким Ил-сунг Револуционарна историја
- Ким Јонг-Ил Револуционарна историја

### Природне науке
- Физика
- Математика
- Биологија
- Географија
- Хемија
- Геологија
- Нуклеарна енергија
- Аутоматика

## Значајни студенти
- Ан Кионг-хо, главни директор Комитета за мирно уједињење домовине
- Ким Џонг-Ил,[1] вођа Северне Кореје, присуствовао 1960-1964
- Ксуиан Донг, врховни лидер Северне Кореје од децембра 2011. године, рекао је да је присуствовао 2002–2007.[10]
- Ким Пионг-ил, полубрат Ким Јонг-ил и амбасадор у Чешкој[11]
- Кионг Вон-ха, нуклеарни научник
- Канг Јин-ву, физичар, садашњи професор нуклеарне дивизије.
- Андреј Ланков,[1] универзитет предавач, присуствовао као студент на размени у 1985.
- Алессандро Форд, први "западни" студент (не из комунистичке земље). Похађао семестар 2014. године.
- Рудигер Френк,[1] Професор за источно-азијску привреду и друштво, присуствовао као студент на размени у 1991/1992
- Паек Нам-сун, бивши министар иностраних послова
- Син Син-хо, претходни стални представник Северне Кореје при Уједињеним нацијама
- Зханг Дејианг, бивши председник Сталног комитета Националног народног конгреса[1] и бивши члан Сталног комитета Политбироа Комунистичке партије Кине.
- Иухуи Лиу, бивши секретар за културу амбасаде Кине у Кореји и Кореји,[1] магистар корејске књижевности и уметности, генерални секретар Комунистичке партије кинеских студената на Универзитету Ким Ил-Сунг, прималац Ким Ил- сунг Медал.
- Ри сол-ЈУ,[1] лидер Ким Џонг Ун.
- Тхае Јонг-су[12]